# Donepezil
Donepezil, được bán với tên thương mại Aricept và các nhãn khác, là một loại thuốc dùng để điều trị bệnh Alzheimer. Nó phần nào cải thiện chức năng tinh thần và khả năng hoạt động. Tuy nhiên việc sử dụng thuốc này đã không được chứng minh là thay đổi sự tiến triển của bệnh. Điều trị nên được dừng lại nếu không thấy lợi ích. Nó được uống qua đường miệng.
Các tác dụng phụ thường gặp bao gồm buồn nôn, khó ngủ, thích gây hấn, tiêu chảy, cảm thấy mệt mỏi và chuột rút cơ bắp. Tác dụng phụ nghiêm trọng có thể bao gồm rối loạn nhịp tim, bí tiểu và co giật. Donepezil là một chất ức chế acetylcholinesterase có thể đảo ngược hoạt động tập trung.
Donepezil đã được chấp thuận cho sử dụng y tế tại Hoa Kỳ vào năm 1996. Nó có sẵn như là một loại thuốc chung chung. Tại Vương quốc Anh, một tháng cung cấp điển hình khiến NHS mất khoảng 8,44 bảng Anh vào năm 2019. Chi phí bán buôn của số thuốc này ở Hoa Kỳ là khoảng US$ 1,38. Năm 2016, đây là loại thuốc được kê đơn nhiều thứ 98 tại Hoa Kỳ với hơn 7 triệu đơn thuốc.

## Sử dụng trong y tế

### Bệnh Alzheimer
Không có bằng chứng cho thấy donepezil hoặc các tác nhân tương tự khác làm thay đổi tiến trình hoặc tiến triển của bệnh Alzheimer. Các nghiên cứu được kiểm soát từ 6 đến 12 tháng đã cho thấy lợi ích khiêm tốn trong nhận thức hoặc hành vi. Viện xuất sắc lâm sàng quốc gia Vương quốc Anh (NICE) khuyến nghị donepezil là một lựa chọn trong việc kiểm soát bệnh Alzheimer nhẹ đến trung bình. Tuy nhiên, người này nên được xem xét thường xuyên và nếu không có lợi ích đáng kể thì nên dừng lại. Năm 2006 , Cục Quản lý Thực phẩm và Dược phẩm Hoa Kỳ cũng cho phép donepezil để điều trị chứng mất trí nhẹ, trung bình và nặng trong bệnh Alzheimer.